# 石川県議会議長
石川県議会議長（いしかわけんぎかいぎちょう）は石川県議会における議長。

## 歴代議長
| 代  | 氏名         | 就任                       | 退任                       | 退任事由                       |
| --- | ------------ | -------------------------- | -------------------------- | ------------------------------ |
| 1   | 加藤恒       | 1879年（明治12年）5月25日  | 1879年（明治12年）10月25日 | 議員失職                       |
| 2   | 米山道生     | 1880年（明治13年）5月10日  | 1880年（明治13年）8月      | 任期満了                       |
| 3   | 河瀬貴一郎   | 1880年（明治13年）10月23日 | 1882年（明治15年）5月16日  | 県会解散                       |
| 3   | 河瀬貴一郎   | 1882年（明治15年）7月27日  | 1883年（明治16年）4月      | 任期満了                       |
| 3   | 河瀬貴一郎   | 1883年（明治16年）4月30日  | 1885年（明治18年）1月7日   | 任期満了                       |
| 3   | 河瀬貴一郎   | 1885年（明治18年）1月8日   | 1886年（明治19年）9月14日  | 任期満了                       |
| 3   | 河瀬貴一郎   | 1886年（明治19年）9月15日  | 1887年（明治20年）9月28日  | 議員失職                       |
| 4   | 神野良       | 1887年（明治20年）11月19日 | 1888年（明治21年）10月14日 | 任期満了                       |
| 4   | 神野良       | 1888年（明治21年）10月16日 | 1888年（明治21年）12月25日 | 県会解散                       |
| 5   | 遠藤秀景     | 1889年（明治22年）2月6日   | 1890年（明治23年）7月      | 議員辞職                       |
| 6   | 村本尚三     | 1890年（明治23年）9月26日  | 1890年（明治23年）9月30日  | 辞職                           |
| 6   | 村本尚三     | 1890年（明治23年）9月30日  | 1891年（明治24年）10月14日 | 任期満了                       |
| 7   | 梅田五月     | 1891年（明治24年）11月1日  | 1891年（明治24年）11月26日 | 辞職                           |
| 8   | 南谷与三郎   | 1891年（明治24年）11月30日 | 1893年（明治26年）11月17日 | 議長改選決議可決               |
| 9   | 横地正果     | 1893年（明治26年）11月22日 | 1894年（明治27年）3月21日  | 行政裁判所で議長選挙の無効確定 |
| 10  | 南谷与三郎   | 1894年（明治27年）3月21日  | 1894年（明治27年）11月30日 | 県会解散                       |
| 11  | 山上了       | 1895年（明治28年）4月29日  | 1895年（明治28年）11月25日 | 辞職                           |
| 12  | 横地正果     | 1895年（明治28年）11月25日 | 1896年（明治29年）6月3日   | 議員資格消滅                   |
| 13  | 葛城忠寸計   | 1896年（明治29年）11月22日 | 1897年（明治30年）3月8日   | 県会解散                       |
| 14  | 横地正果     | 1897年（明治30年）7月15日  | 1897年（明治30年）12月1日  | 辞職                           |
| 15  | 児島璋心     | 1897年（明治30年）12月1日  | 1898年（明治31年）2月26日  | 県会解散                       |
| 16  | 高田九八郎   | 1898年（明治31年）5月11日  | 1899年（明治32年）9月23日  | 任期満了                       |
| 16  | 高田九八郎   | 1899年（明治32年）10月20日 | 1903年（明治36年）9月23日  | 任期満了                       |
| 16  | 高田九八郎   | 1903年（明治36年）10月15日 | 1907年（明治40年）9月23日  | 任期満了                       |
| 17  | 宮野直道     | 1907年（明治40年）10月22日 | 1911年（明治44年）8月18日  | 議員辞職                       |
| 18  | 餝谷与右衛門 | 1911年（明治44年）10月12日 | 1915年（大正4年）9月23日   | 任期満了                       |
| 19  | 辰村米吉     | 1915年（大正4年）10月14日  | 1917年（大正6年）5月       | 議員失格                       |
| 20  | 西永公平     | 1917年（大正6年）11月4日   | 1919年（大正8年）9月23日   | 任期満了                       |
| 21  | 米原於菟男   | 1919年（大正8年）10月11日  | 1922年（大正11年）1月      | 議員辞職                       |
| 22  | 乾亮         | 1922年（大正11年）11月20日 | 1923年（大正12年）9月23日  | 任期満了                       |
| 23  | 神田重義     | 1923年（大正12年）10月20日 | 1927年（昭和2年）9月23日   | 任期満了                       |
| 23  | 神田重義     | 1927年（昭和2年）10月13日  | 1931年（昭和6年）8月6日    | 議員失格                       |
| 24  | 関戸寅松     | 1931年（昭和6年）8月8日    | 1931年（昭和6年）9月23日   | 任期満了                       |
| 24  | 関戸寅松     | 1931年（昭和6年）10月22日  | 1935年（昭和10年）9月23日  | 任期満了                       |
| 25  | 武谷甚太郎   | 1935年（昭和10年）10月21日 | 1938年（昭和13年）8月      | 辞職                           |
| 26  | 谷内星七     | 1938年（昭和13年）11月19日 | 1939年（昭和14年）9月23日  | 任期満了                       |
| 27  | 吉国文吉     | 1939年（昭和14年）10月21日 | 1940年（昭和15年）11月30日 | 辞職                           |
| 28  | 武谷甚太郎   | 1940年（昭和15年）12月2日  | 1947年（昭和22年）2月27日  | 辞職                           |
| 29  | 米村為八郎   | 1947年（昭和22年）2月27日  | 1947年（昭和22年）4月30日  | 任期満了                       |
| 30  | 岡島友作     | 1947年（昭和22年）5月26日  | 1949年（昭和24年）4月26日  | 辞職                           |
| 31  | 山本利行     | 1949年（昭和24年）4月26日  | 1950年（昭和25年）3月31日  | 辞職                           |
| 32  | 鳥畠徳次郎   | 1950年（昭和25年）4月14日  | 1951年（昭和26年）4月29日  | 任期満了                       |
| 33  | 太田孝三     | 1951年（昭和26年）5月21日  | 1953年（昭和28年）9月19日  | 辞職                           |
| 34  | 宮永盛雄     | 1953年（昭和28年）9月19日  | 1955年（昭和30年）4月29日  | 任期満了                       |
| 35  | 横田象三郎   | 1955年（昭和30年）5月24日  | 1956年（昭和31年）6月11日  | 議員辞職                       |
| 36  | 西田与作     | 1956年（昭和31年）7月24日  | 1957年（昭和32年）8月12日  | 辞職                           |
| 37  | 浜上耕三     | 1957年（昭和32年）8月12日  | 1958年（昭和33年）8月21日  | 辞職                           |
| 38  | 川崎昇太郎   | 1958年（昭和33年）8月21日  | 1959年（昭和34年）4月29日  | 任期満了                       |
| 39  | 清谷博文     | 1959年（昭和34年）5月13日  | 1960年（昭和35年）6月1日   | 辞職                           |
| 40  | 宮本米吉     | 1960年（昭和35年）7月1日   | 1961年（昭和36年）6月30日  | 辞職                           |
| 41  | 西川喜作     | 1961年（昭和36年）6月30日  | 1962年（昭和37年）6月6日   | 辞職                           |
| 42  | 百萬彦邦     | 1962年（昭和37年）6月6日   | 1963年（昭和38年）4月29日  | 任期満了                       |
| 43  | 杉原杉善     | 1963年（昭和38年）5月14日  | 1964年（昭和39年）9月26日  | 辞職                           |
| 44  | 森田良       | 1964年（昭和39年）9月26日  | 1965年（昭和40年）9月30日  | 辞職                           |
| 45  | 浅田勝二     | 1965年（昭和40年）9月30日  | 1966年（昭和41年）9月30日  | 辞職                           |
| 46  | 西川喜作     | 1966年（昭和41年）9月30日  | 1967年（昭和42年）4月29日  | 任期満了                       |
| 47  | 矢田富雄     | 1967年（昭和42年）5月8日   | 1969年（昭和44年）7月4日   | 辞職                           |
| 48  | 青山征二     | 1969年（昭和44年）7月4日   | 1970年（昭和45年）6月22日  | 辞職                           |
| 49  | 今井源三     | 1970年（昭和45年）6月22日  | 1971年（昭和46年）4月29日  | 任期満了                       |
| 50  | 吉田長久     | 1971年（昭和46年）5月6日   | 1972年（昭和47年）7月3日   | 辞職                           |
| 51  | 小間井与一   | 1972年（昭和47年）7月3日   | 1973年（昭和48年）7月2日   | 辞職                           |
| 52  | 吉井一良     | 1973年（昭和48年）7月2日   | 1975年（昭和50年）4月29日  | 任期満了                       |
| 53  | 米沢外秋     | 1975年（昭和50年）5月9日   | 1977年（昭和52年）3月25日  | 辞職                           |
| 54  | 竹野清次     | 1977年（昭和52年）3月25日  | 1978年（昭和53年）6月30日  | 辞職                           |
| 55  | 佐々木博     | 1978年（昭和53年）6月30日  | 1979年（昭和54年）4月29日  | 任期満了                       |
| 56  | 大松庄左エ門 | 1979年（昭和54年）5月8日   | 1980年（昭和55年）3月25日  | 辞職                           |
| 57  | 谷又三郎     | 1980年（昭和55年）3月25日  | 1980年（昭和55年）12月13日 | 辞職                           |
| 58  | 一川保正     | 1980年（昭和55年）12月13日 | 1981年（昭和56年）10月8日  | 辞職                           |
| 59  | 宮地義雄     | 1981年（昭和56年）10月8日  | 1982年（昭和57年）7月7日   | 辞職                           |
| 60  | 上口昌徳     | 1982年（昭和57年）7月7日   | 1983年（昭和58年）4月29日  | 任期満了                       |
| 61  | 中川石雄     | 1983年（昭和58年）4月30日  | 1984年（昭和59年）12月19日 | 辞職                           |
| 62  | 矢田松太郎   | 1984年（昭和59年）12月19日 | 1985年（昭和60年）12月10日 | 辞職                           |
| 63  | 西森金市     | 1985年（昭和60年）12月10日 | 1986年（昭和61年）10月20日 | 辞職                           |
| 64  | 宮下正一     | 1986年（昭和61年）10月20日 | 1987年（昭和62年）4月29日  | 任期満了                       |
| 65  | 金原博       | 1987年（昭和62年）4月30日  | 1988年（昭和63年）6月13日  | 辞職                           |
| 66  | 小林紀三     | 1988年（昭和63年）6月13日  | 1988年（昭和63年）12月16日 | 辞職                           |
| 67  | 山田宗一     | 1988年（昭和63年）12月16日 | 1989年（平成元年）10月     |                                |
| 68  | 本吉与三吉   | 1989年（平成元年）10月     | 1990年（平成2年）10月      |                                |
| 69  | 中村幸教     | 1990年（平成2年）10月      | 1991年（平成3年）4月29日   |                                |
| 70  | 米沢利久     | 1991年（平成3年）5月9日    | 1991年（平成3年）12月13日  | 辞職                           |
| 71  | 福村章       | 1991年（平成3年）12月13日  | 1993年（平成5年）3月19日   | 辞職                           |
| 72  | 大幸甚       | 1993年（平成5年）3月19日   | 1994年（平成6年）9月9日    | 辞職                           |
| 73  | 北村茂男     | 1994年（平成6年）9月9日    | 1995年（平成7年）4月29日   | 任期満了                       |
| 74  | 河口健吾     | 1995年（平成7年）5月2日    | 1996年（平成8年）9月26日   | 辞職                           |
| 75  | 池田健       | 1996年（平成8年）9月26日   | 1997年（平成9年）10月3日   | 辞職                           |
| 76  | 角光雄       | 1997年（平成9年）10月3日   | 1998年（平成10年）9月16日  | 辞職                           |
| 77  | 長憲二       | 1998年（平成10年）9月16日  | 1999年（平成11年）4月29日  | 任期満了                       |
| 78  | 稲村建男     | 1999年（平成11年）4月30日  | 2000年（平成12年）3月22日  | 辞職                           |
| 79  | 上田幸雄     | 2000年（平成12年）3月22日  | 2001年（平成13年）3月21日  | 辞職                           |
| 80  | 善田晋作     | 2001年（平成13年）3月21日  | 2002年（平成14年）3月27日  | 辞職                           |
| 81  | 石田忠夫     | 2002年（平成14年）3月27日  | 2002年（平成14年）10月8日  | 辞職                           |
| 82  | 矢田富郎     | 2002年（平成14年）10月8日  | 2003年（平成15年）4月29日  | 任期満了                       |
| 83  | 向出勉       | 2003年（平成15年）4月30日  | 2004年（平成16年）3月19日  | 辞職                           |
| 84  | 吉田歳嗣     | 2004年（平成16年）3月19日  | 2005年（平成17年）3月18日  | 辞職                           |
| 85  | 米田義三     | 2005年（平成17年）3月18日  | 2005年（平成17年）12月14日 | 辞職                           |
| 86  | 小倉宏眷     | 2005年（平成17年）12月14日 | 2006年（平成18年）6月27日  | 辞職                           |
| 87  | 長井賢誓     | 2006年（平成18年）6月27日  | 2007年（平成19年）4月29日  | 任期満了                       |
| 88  | 和田内幸三   | 2007年（平成19年）5月2日   | 2008年（平成20年）2月25日  | 辞職                           |
| 89  | 紐野義昭     | 2008年（平成20年）2月25日  | 2009年（平成21年）2月26日  | 辞職                           |
| 90  | 木本利夫     | 2009年（平成21年）2月26日  | 2010年（平成22年）2月19日  | 辞職                           |
| 91  | 藤井義弘     | 2010年（平成22年）2月19日  | 2010年（平成22年）12月15日 | 辞職                           |
| 92  | 庄源一       | 2010年（平成22年）12月15日 | 2011年（平成23年）4月29日  | 任期満了                       |
| 93  | 山田省悟     | 2011年（平成23年）5月2日   | 2012年（平成24年）3月23日  | 辞職                           |
| 94  | 山田憲昭     | 2012年（平成24年）3月23日  | 2013年（平成25年）3月21日  | 辞職                           |
| 95  | 下沢佳充     | 2013年（平成25年）3月21日  | 2014年（平成26年）3月27日  | 辞職                           |
| 96  | 吉崎吉規     | 2014年（平成26年）3月27日  | 2015年（平成27年）4月29日  | 任期満了                       |
| 97  | 中村勲       | 2015年（平成27年）4月30日  | 2016年（平成28年）3月22日  | 辞職                           |
| 98  | 宮下正博     | 2016年（平成28年）3月22日  | 2017年（平成29年）3月17日  | 辞職                           |
| 99  | 米澤賢司     | 2017年（平成29年）3月17日  | 2018年（平成30年）3月27日  | 辞職                           |
| 100 | 作野広昭     | 2018年（平成30年）3月27日  | 2019年（平成31年）4月29日  | 任期満了                       |
| 101 | 福村章       | 2019年（令和元年）5月8日   | 2020年（令和2年）3月23日   | 辞職                           |
| 102 | 稲村建男     | 2020年（令和2年）3月23日   | 2021年（令和3年）3月22日   | 辞職                           |
| 103 | 向出勉       | 2021年（令和3年）3月22日   | 2022年（令和4年）2月18日   | 辞職                           |
| 104 | 石田忠夫     | 2022年（令和4年）2月18日   | 2023年（令和5年）4月29日   | 任期満了                       |
| 105 | 焼田宏明     | 2023年（令和5年）5月2日    | 現職                       |                                |

## 備考

### 二人の議長
1893年（明治26年）11月16日、明治26年度通常県会が開会した。翌17日、自由党の西田彦平議員が議長の改選について発言する。西田の主張は、石川県会では9月30日から11月4日にかけて半数改選を行ったため、府県制第19条に基づき、改選後の初会である通常県会で正副議長の選挙を行うべきである、というものだった。一方で県側は、府県制第19条は後段で正副議長の任期は議員の任期に従うとあるため、半数改選の対象者ではなかった南谷議長の改選は不要と答弁した。しかし、議長改選論が議員中多数を占めたため、議長改選を決議したのち3日間の休会を宣して散会した。21日、三間正弘知事は議長改選の決議は違法であるとして取消を命じたが、議会多数派はこれを不服とし行政裁判所に出訴した。また、判決確定までの間取消命令の執行停止を求める決議をした。22日、知事が執行停止を認めると、議会多数派は横地正果を議長に選出し、ここに二人の議長が並び立つ事態が生じた。その後、横地議長のもと審議は進められ通常県会は12月15日に閉会した。この異常事態は翌1894年（明治27年）3月21日に行政裁判所が県側の主張を認める判決を下したことにより解消した。